# Église Notre-Dame-du-Bout-des-Ponts d'Amboise
Pour les articles homonymes, voir Église Notre-Dame.
L'église Notre-Dame-du-Bout-des-Ponts est une ancienne église catholique dans la commune d'Amboise, dans le département français d'Indre-et-Loire.
Construite au début du XVIe siècle sur la rive nord de la Loire, elle est inscrite comme monument historique en 1968.

## Localisation
L'église se situe sur la rive droite de la Loire, non loin du fleuve et de l'extrémité du pont du Maréchal-Leclerc.

## Histoire

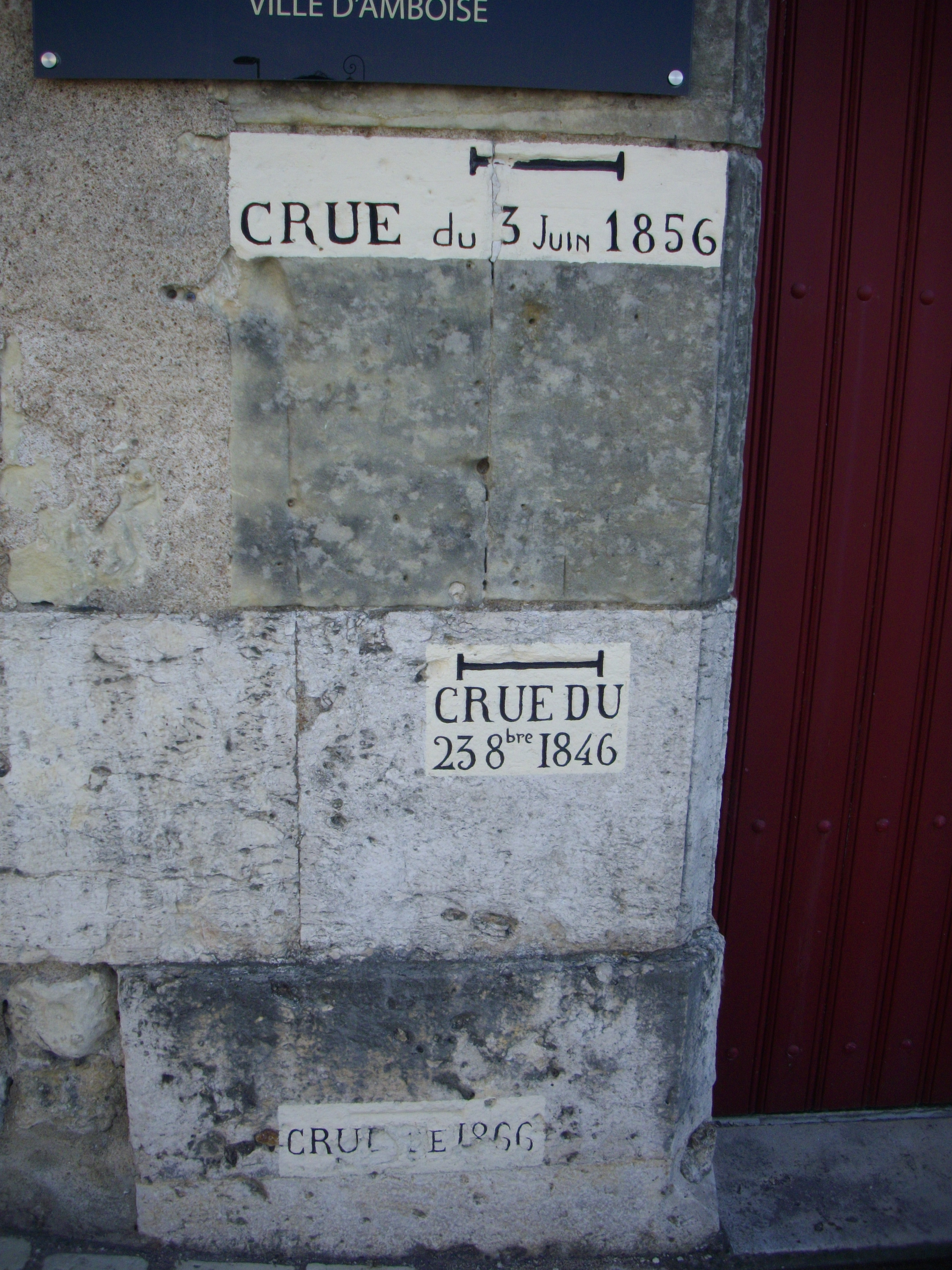
Repères de crue sur le mur.

La tradition rapporte qu'un lieu de culte très ancien situé à cet endroit fut détruit par les Normands avec le faubourg qu'il desservait. L'église est fondée sous François Ier pour desservir les paroissiens trop éloignés de la ville, habitant ce faubourg en plein développement depuis le règne de Louis XI, et consacrée en 1521. 
Les crues de la Loire endommagent l'église à plusieurs reprises. En 1773, deux chapelles sont détruites. Le sol de l'église est plusieurs fois rehaussé pour préserver le bâtiment des inondations et ses voûtes sont refaites en 1821, comme l'atteste une mention à la clé de voûte du chœur et l'intérieur de l'église est peint en 1875.
L'édifice est inscrit comme monument historique par arrêté du 26 avril 1948 et sa toiture est refaite en 1988.

## Description
L'édifice se compose d'une nef à cinq travées terminée par un chevet plat. À l'angle sud de la façade, une tourelle quadrangulaire abrite l'escalier permettant d'accéder au comble et au clocher. Les voûtes de la nef et du chœur sont soutenues par trois arcs chacune.
Le décor intérieur date pour la plus grande part du XIXe siècle.

## Pour en savoir plus